# Кайф (фильм)
«Кайф» — американский художественный фильм по одноимённому роману Ким Возенкрафт.

## Сюжет
Джим Рейнор — агент тайной полиции по борьбе с наркотиками. Для своего следующего дела он берёт в напарники неопытную, но красивую Кристен. Их цель — Гейнс, известный, но неуловимый наркодилер. По ходу дела они попадают в трясину наркомании и влюбляются друг в друга. Несмотря на то, что они внедрились в сферу наркоманов, они не получили нужные им доказательства против Гейнса и вынуждены давать ложные показания в суде.

## Музыка
Саундтрек к фильму написан Эриком Клэптоном.